# Joseph Antoine Morio de Marienborn
Pour les articles homonymes, voir Morio (homonymie).
Joseph Antoine Morio de Marienborn, né le 16 janvier 1771 à Chantelle-le-Château (Bourbonnais), mort le 25 décembre 1811 à Cassel (Royaume de Westphalie), est un général français de l’Empire au service du roi de Westphalie.

## Biographie
Il fait ses études au séminaire de Bourges et chez les oratoriens du collège de Moulins, puis comme élève de la marine du 24 août 1789 au 1er janvier 1791, sur l'Adélaïde, en mer Méditerranée et dans l'archipel grec. Admis le 1er septembre 1792, en qualité d'élève sous-lieutenant d'artillerie, à l'école de Châlons, il obtient le grade de lieutenant en second le 1er juin 1793 et celui de lieutenant en premier le 30 août suivant. Il fait la campagne de cette année à l'armée du Nord et prend une part glorieuse à l'affaire du camp de César, sous Cambrai, et à la retraite de l'armée sur Maubeuge.
Nommé capitaine dans le corps du génie le 1er vendémiaire an III, il est envoyé dans la place de Grenoble et désigné, peu de temps après, pour faire partie de l'armée expéditionnaire des Indes orientales. Cette expédition ayant été ajournée, il est assigné à l'armée de l'Ouest à La Rochelle. Il est passé en l'an IV à l'armée du Rhin, lorsqu'il est désigné pour accompagner le général Aubert-Dubayet, nommé à l'ambassade à Constantinople. Il se marie avec Anne Petit le 13 vendémiaire an IV (5 octobre 1795). Le couple a une fille, Catherine, qui ne vit que l'année 1796.
De retour en France en l'an V, il reçoit l'ordre de se rendre à l'armée d'Italie pour être attaché à la place de Palmanova, dont on restaure les fortifications. Nommé l'année suivante commandant du génie de l'armée des îles du Levant, il dirige avec habileté la retraite de Butrinto en Épire, et est ensuite employé au siège de Corfou, où il est capturé et s'évade à la nage. Le 1er brumaire an VII, il est promu extraordinairement au grade de chef de bataillon par la commission du gouvernement français des îles du Levant.
L'abbé Boudant laisse entendre qu'il a participé au coup d'État du 18 brumaire an VIII (9 novembre 1799). Le 27 brumaire an VIII (18 novembre 1799), Bonaparte l'envoie en mission secrète auprès de l'armée d'observation prussienne en Westphalie et dans le Bas-Rhin, et aussi en Suisse déterminer des lignes militaires défensives. Il remit enfin un mémoire sur le Tyrol autrichien. Il rejoint l'armée de réserve en Italie, assiste au siège de Peschiera et est nommé sous-directeur des fortifications le 7 germinal suivant. Peu avant la bataille de Marengo, il construit un pont sur le Pô en 24 heures.
Promu au grade de chef de brigade le 9 nivôse an X, il revient en Lombardie et est chargé de présenter un projet de travail relatif aux fortifications de la place de Legnano. Le ministre de la guerre lui adresse le 20 frimaire an XI, le brevet de directeur provisoire. Commandant le génie de l'armée d'observation du Midi en 1801, il commande la place de Tarente qu'il met en état de défense. Vers cette époque et jusqu'en 1807, son couple bat de l'aile, et après plusieurs tentatives de conciliation, le divorce est prononcé en 1807.
Il fait ensuite, en qualité de commandant du génie, les guerres de Hanovre de l'an XI à l'an XIII. Les 19 frimaire et 20 prairial an XII il reçoit la décoration de la Légion d'honneur et la croix d'officier de cet Ordre, est nommé électeur du département de l'Allier, et pourvu le 13 messidor an XIII (2 juillet 1805) du titre de directeur titulaire. Il est fait commandant du génie du 1er corps de la Grande Armée en octobre 1805 et au moins jusqu'en avril 1806. Il fait en cette qualité les campagnes de 1805 et 1806, dont Austerlitz. Blessé d'un coup de pistolet à la jambe au combat de Schleitz le 9 octobre 1806, il participe cependant à la bataille d'Iéna. Il reçoit par la suite la décoration de l'Ordre du Lion « de Bavière » (aboli en 1808).
Lorsque Napoléon Ier fonde le 11 août 1807 le royaume de Westphalie en faveur de son frère Jérôme Bonaparte, le colonel Morio le suit en qualité d'adjudant et devient successivement général de brigade, général de division, colonel-général des chasseurs de la Garde westphalienne, comte de Marienborn en 1810, et grand écuyer au service de ce prince. Le roi l'envoie à Naples en 1808 pour complimenter son beau-frère Joachim Murat sur son avènement au trône.
On lit dans le Moniteur du 7 janvier 1812, article Westphalie :
« Le général de division comte Morio, grand écuyer de Sa Majesté, a été assassiné le 24 décembre 1811 par le nommé Lesage, maréchal ferrant, qui venait d'être renvoyé des écuries du roi [par Morio].
« Sa Majesté, qui honorait de son amitié le général Morio, a pris la part la plus vive à ce triste événement. »
Il est inhumé dans le cimetière militaire de l'électorat de Hesse.

### Critique
D'après le Dictionnaire Napoléon : « Commandant le corps westphalien en Espagne, il quitta ce pays sous prétexte de maladie et vint se présenter à Compiègne devant l'Empereur qui le traita de lâche et lui arracha ses épaulettes. Jérôme en fit néanmoins un comte de Marienborn et le colonel-général de sa garde. Napoléon le reprocha à son frère à plusieurs reprises, qualifiant Morio de "fou". Celui-ci avait épousé la sœur de Pierre-Alexandre Le Camus (1774-1824), comte de Fürstenstein, ministre, favori de Jérôme. Il fut assassiné en 1811. »
Correspondance inédite de Napoléon Ier, conservée aux archives de la Guerre - Au Maréchal Berthier : "Paris, 20 mars 1806. Mon Cousin, remerciez le roi de Bavière de ma part de ce qu'il accorde l'ordre du Lion aux généraux Salligny, Malher, Drouet, Klein, Ordener et Dupas et la croix du Mérite militaire aux généraux La Planche de Morthière et Du Taillis, à l'adjudant commandant Gérard et au colonel Morio... Napoléon". Ibid., p. 604 - "à Paris, 16 août 1807. M. Daru, intendant général, rend compte à l'Empereur des obstacles que va éprouver la rentrée des contributions qui restent dues dans le royaume de Westphalie. Il attribue ces obstacles à M. Morio, aide de camp du roi de Westphalie, qui parcourt les provinces de ce royaume et fait tout pour en séparer les intérêts de ceux de l'empereur." "Renvoyé au major général pour faire connaître que le royaume de Westphalie doit payer les contributions comme les autres provinces, et que M. Daru a bien fait de faire rentrer M. Morio dans l'ordre. Témoignez mon mécontentement à M. Morio de tout ce qu'il prend sur lui. Napoléon."
Lettre de Napoléon Ier à Jérôme Napoléon, roi de Westphalie à Cassel : "Paris, 17 décembre 1811. Mon frère, je reçois votre lettre du 13 décembre. Je ne vois pas dans les états qui l'accompagnent l'organisation de l'artillerie, du génie, des équipages et caissons de toute espèce de votre armée. Je n'y vois pas les caissons d'ambulance, les caissons des transports militaires pour les vivres. Votre armée a besoin d'avoir une quantité de voitures nécessaires pour porter dix jours de vivres. Je ne vois pas non plus l'organisation du corps que vous voulez laisser à Cassel pour garder le pays, réprimer les insurrections et se porter où il serait nécessaire.
Le général Morio est tout à fait incapable de commander votre corps d'armée. Il faut le garder auprès de vous comme grand maréchal ou comme aide de camp, ou bien le charger de commander le génie de votre armée. Ces 16 000 hommes, commandés par ce général, ne seraient d'aucune valeur. Je ne vois pas non plus d'homme capable de commander la cavalerie et sachant bien se tirer d'une charge, etc."
Lettre à Jérôme Napoléon, roi de Westphalie à Cassel : « Paris, 26 décembre 1811. Mon Frère, je reçois votre lettre du 22 ; j'y réponds sans perdre de temps. Je pense que le général Morio, qui a votre confiance, est très-bien placé dans votre maison. C'est même un officier distingué, qui serait utile dans votre état-major ou dans votre génie, ces services ayant de l'analogie ; mais il n'a jamais mené au feu même une compagnie de voltigeurs. Un parfait honnête homme et un homme d'honneur pourrait-il désirer d'être grand maréchal d'un prince qui a détrôné sa famille ? Il peut désirer d'être colonel ou général, vous ayant reconnu ; il pourra être avec honneur le grand maréchal de votre fils, mais pas le vôtre... »

## Décorations
- Légion d'honneur
  - Chevalier de la Légion d'honneur le 19 frimaire an XII (11 décembre 1803),
  - Officier de la Légion d'honneur le 25 prairial an XII (14 juin 1804)
- Commandeur de l'ordre de la Couronne de Westphalie le 14 novembre 1810
- Grand-cordon de l'ordre royal de Hollande
- Grand-croix de l'ordre de l'Éléphant
- Commandeur de l'ordre du mérite militaire de Bavière (Ordre militaire de Maximilien-Joseph de Bavière).
- Ordre du Lion « de Bavière »